# Wikidata
Wikidata jsou projekt kolektivně editované databáze informací dostupných pod svobodnou licencí. Provozuje jej nadace Wikimedia a je úzce provázaný s Wikipedií a dalšími projekty této nadace. Projekt původně iniciovala německá pobočka nadace Wikimedia Deutschland. Wikidata mají realizovat společné úložiště databázových údajů, například dat narození (podobně jako Wikimedia Commons realizuje společné úložiště pro fotografie nebo zvukové soubory), které pak mohou být používány jinými projekty (například Wikipedií, Wikizdroji, Wikizprávami, …). Je to první nový projekt nadace od roku 2006, kdy byla otevřena Wikiverzita.
Prvními daty, centralizovanými na Wikidatech, byly mezijazykové odkazy propojující články na Wikipediích v různých jazycích.
Vytvoření projektu bylo podpořeno dary od Allenova institutu umělé inteligence, Nadace Gordona a Betty Mooreových a Google, Inc. v celkové hodnotě 1,3 miliónu eur.

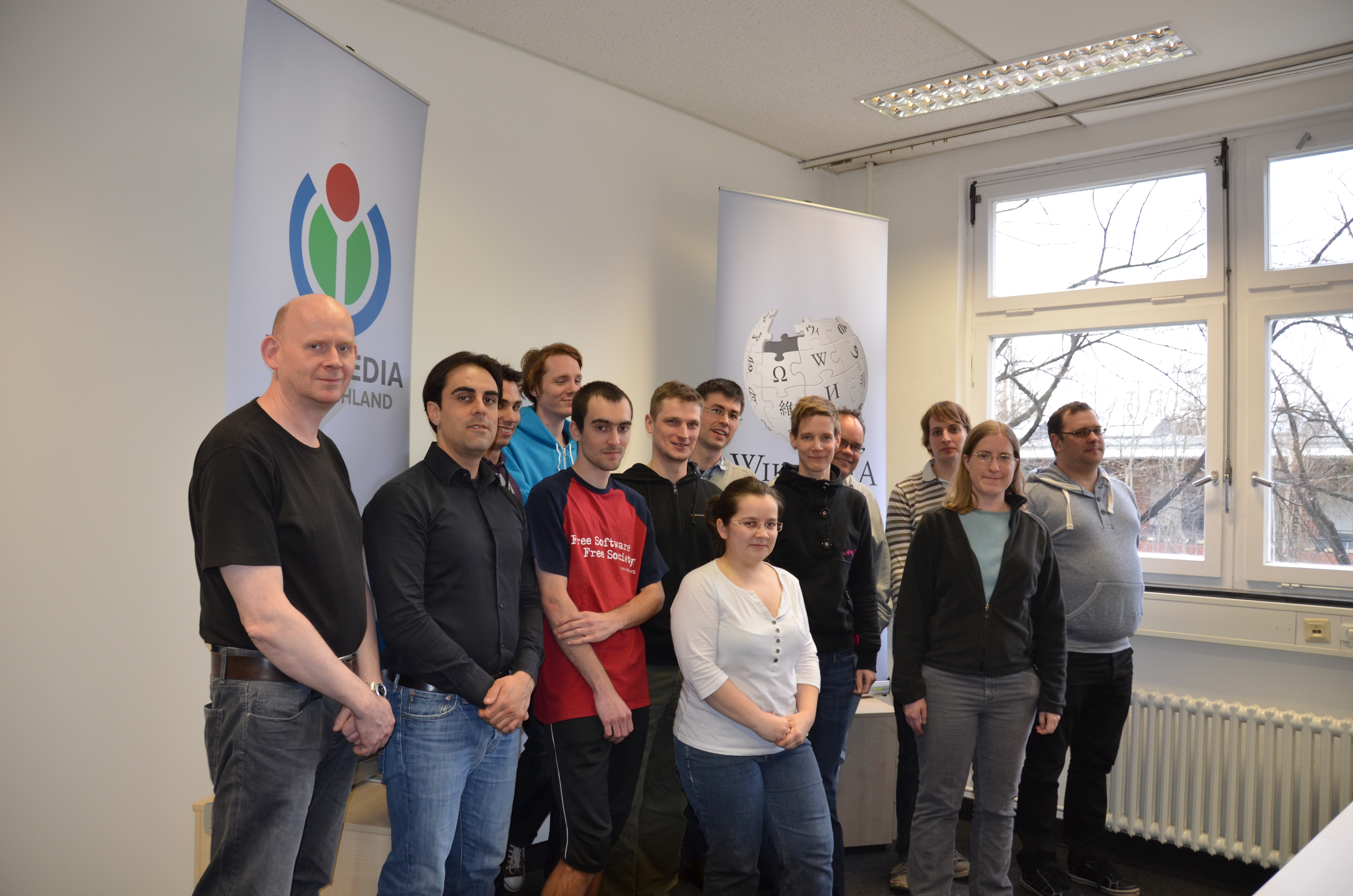
Německý tým Wikidata: John Erling Blad, Abraham Taherivand, Tobias Gritschacher, Jeroen De Dauw, Henning Snater, Lydia Pintscher, Daniel Kinzler, Markus Krötzsch, Silke Meyer, Denny Vrandečić, Katie Filbert, Daniel Werner, Jens Ohlig, duben 2012

Na projektu pracoval tým vývojářů od jara roku 2012. Dne 30. října téhož roku byla Wikidata oficiálně spuštěna, zatím bez ostrých dat. První nasazení bylo 14. ledna 2013 na maďarské Wikipedii. Následovaly hebrejská, italská a následně i anglická Wikipedie. Nasazena na zbylých 281 Wikipediích byla 6. března 2013.
Později byla nasazena funkce ukládání jednotlivých tvrzení využitelných v infoboxech, připravována je funkce pro tvorbu seznamů.
Dalšími projekty, na kterých jsou Wikidata využívána, jsou Wikicesty, Wikimedia Commons, Wikizdroje, Wikicitáty a Wikizprávy.
Wikidata běží na Wikibase.